# Oskars Kļava
Oskars Kļava (Liepāja, 8 agosto 1983) è un ex calciatore lettone, di ruolo difensore.

## Palmarès

### Club

#### Competizioni nazionali
- Campionato lettone: 1

Metalurgs Liepaja: 2005, 2009
- Coppa di Lettonia: 1

Metalurgs Liepaja: 2006

#### Competizioni internazionali
- Baltic League: 1

Metalurgs Liepaja: 2007

### Nazionale
- Coppa del Baltico: 1

2012